# Taxe pollen
La taxe pollen est une taxation de l'ensemble des transactions commerciales (et non seulement les transactions financières internationales, comme la taxe Tobin). Touchant l'ensemble des opérations commerciales réalisées dans le pays (y compris celles effectuées par les particuliers, à l'instar de la TVA), son assiette est maximale ; cet impôt indirect est donc présenté par ses défenseurs, tel l'économiste Yann Moulier-Boutang, comme un outil fiscal permettant de renflouer les finances publiques en remplaçant efficacement tous les autres modes de recette fiscale qui sont plus compliqués à récolter (impôt sur le revenu, TVA, CSG, etc.). Il s'agirait néanmoins d'un impôt non pas progressif mais à taux unique et très bas (par exemple 1%, à comparer aux 20% de la TVA française depuis 2014). Ses défenseurs proposent donc d'en utiliser le produit pour une redistribution qui serait elle très progressive, comprenant notamment un revenu d'existence universel .
La métaphore du « pollen » fait référence au fait que cette taxe touche l'ensemble des contributions des acteurs de l'économie qui, comme les abeilles pollinisatrices d'une ruche, participent chacun à sa mesure à l'activité globale.